# كونستانتين شاين
كونستانتين شاين (بالإنجليزية: Konstantin Shayne)‏ هو ممثل أمريكي (وحمل سابقاً جنسية الإمبراطورية الروسية)، ولد في 29 نوفمبر 1888 بخاركيف في أوكرانيا، وتوفي في 15 نوفمبر 1974 بلوس أنجلوس في الولايات المتحدة. بدأ مشواره المهني سنة 1938.

## أعمال

### أفلام
- (1942) لمن تقرع له الأجراس
- (1944) لا شيء غير القلب الوحيد
- (1958) الدوار

## وصلات خارجية
- كونستانتين شاين على موقع IMDb (الإنجليزية)
- كونستانتين شاين على موقع ألو سيني (الفرنسية)
- كونستانتين شاين على موقع أول موفي (الإنجليزية)
- كونستانتين شاين على موقع قاعدة بيانات الأفلام السويدية (السويدية)
- كونستانتين شاين على موقع قاعدة بيانات الفيلم (الإنجليزية)
- كونستانتين شاين على موقع كينوبويسك (الروسية)